# Tschärzistal

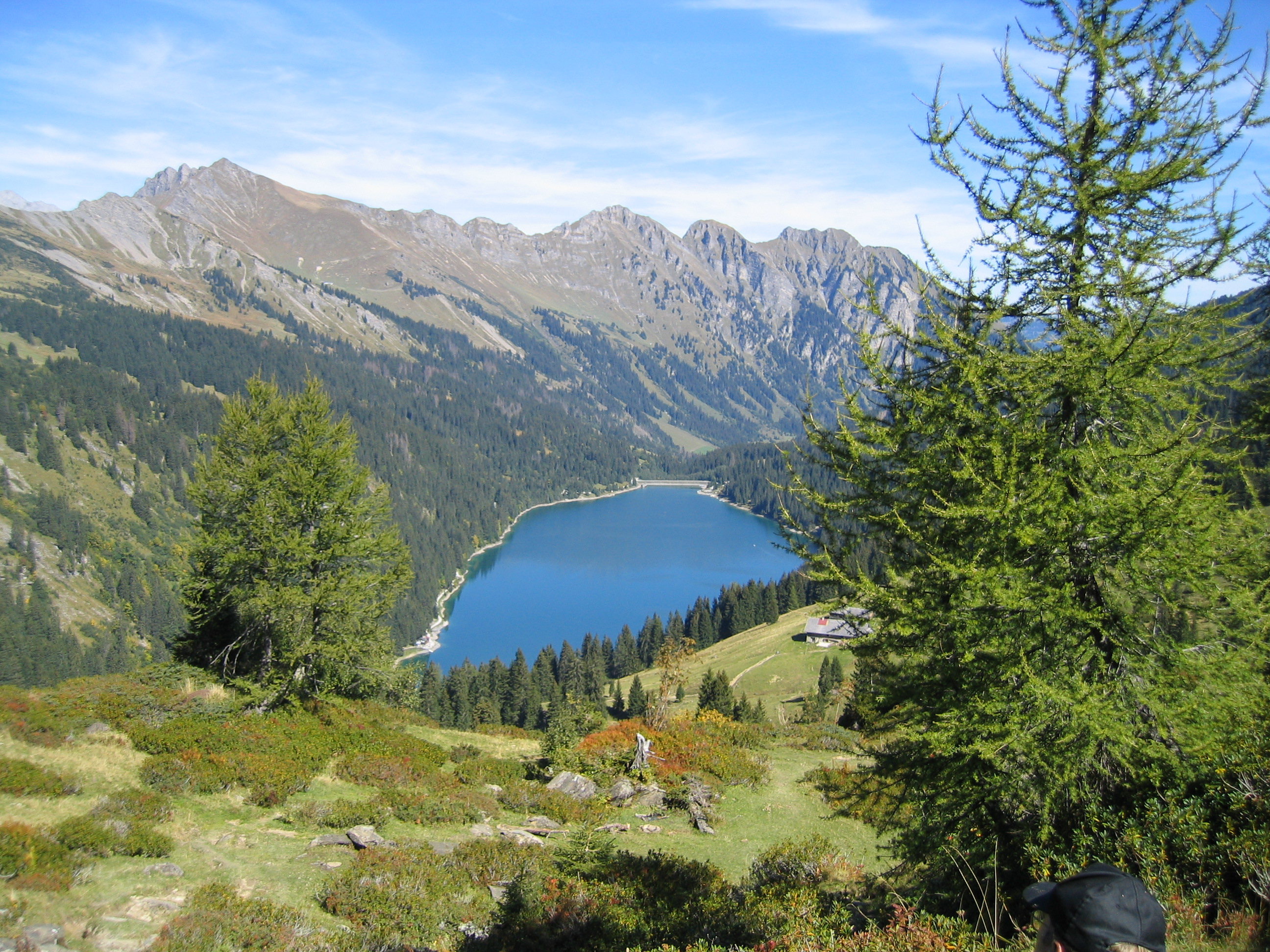
Der Arnensee am westlichen Ende des Tschärzistals

Das Tschärzistal liegt in der Gemeinde Gsteig bei Gstaad im Schweizer Kanton Bern in den Waadtländer Voralpen. Das Tal ist nicht dauerhaft bewohnt.

## Geographie
Im südwestlichen Zentrum des Tschärzistals liegt auf 1541 m ü. M. der kleine Stausee Arnensee, der den Tschärzisbach speist. Der Tschärzisbach mündet in Feutersoey von Westen kommend auf knapp 1120 m ü. M. in die Saane. Auf der nördlichen Seite wird das Tschärzistal von Witteberghore,  Furggespitz, Staldehore und Staldeflüe begrenzt; auf der südöstlichen Seite liegen die Berge Walighürli, Blattistand, Stuedelistand und das Seeberghore. Im Südwesten  bildet der Berg La Palette den Talabschluss, im Westen liegen Arnehore, Tête de Clé und Arnätschistand. 

## Zugang
Das Tschärzistal ist über eine gebührenpflichtige Strasse von Feutersoey her erschlossen. Während des Winters ist die Strasse wegen Lawinengefahr, Steinschlag und Schneemassen gesperrt. Am Arnensee im Südwesten des Tschärzistals gibt es ein Restaurant und einen kleinen Campingplatz. 
Koordinaten: 46° 24′ 29,9″ N, 7° 13′ 46,6″ O; CH1903: 583926 / 139682